# Велошоссейный кубок Испании
Велошоссейный кубок Испании (фр. Copa de España de Ciclismo Profesional) — сезонный турнир из самостоятельных шоссейных испанских велогонок проводящийся с 2019 года.

## История
Соревнование было создано в 2019 году.
В его календарь вошли самые важные испанские однодневные и многодневные гонки включая Вуэльту Испании (за исключением отказавшихся) одновременно входящие в календари UCI World Tour или UCI Europe Tour и имеющие категорию .HC или .1, а также Чемпионат Испании. Это позволяет выступать на всех гонках только командам категории WorldTeam и проконтинентальным командам, континентальные команды могут участвовать только в гонках Европейского тура.
По итогам сезона разыгрывается три классификации — индивидуальная, молодёжная (до 23 лет) и командная. Победитель каждой определяется по наибольшей сумме набранных очков. В личных зачётах учитываются все гонщики испанской национальности независимо от команды за которую они выступают и все иностранные гонщики выступающие за испанские команды. В командном зачёте учитываются только команды с испанской лицензией.
Также проводятся аналогичные турниры среди любителей и по адаптированному велоспорту (пара-велоспорт).

### Гонки
- Вуэльта Майорки
  - Trofeo Ses Salines-Campos-Porreres-Felanitx
  - Trofeo Andratx Lloseta
  - Trofeo de Tramuntana Soller-Deia
  - Trofeo Palma
- Вуэльта Валенсии
- Вуэльта Каталонии
- Гран-при Мигеля Индурайна
- Вуэльта Ла-Риохи
- Вуэльта Страны Басков
- Классика Примавера
- Вуэльта Кастилии и Леона
- Вуэльта Астурии
- Вуэльта Мадрида
- Вуэльта Арагона
- Классика Ордисии
- Кольцо Гечо
- Классика Сан-Себастьяна
- Вуэльта Бургоса
- Вуэльта Испании

## Регламент

### Индивидуальная классификация
Гонщики получают очки за итоговые места на гонке и этапах многодневных гонок. Если два и больше гонщиками имеют равные очки, то выше будет классифицироваться спортсмен занявший больше первых мест, затем вторых, третьих, четвёртых и пятых мест. В случае дальнейшего паритета, учитываются результаты последней гонки. Итоговая классификация по убыванию набранных очков в течение сезона.
| Гонка / Место       | 1   | 2  | 3  | 4  | 5  | 6  | 7  | 8  | 9  | 10 | 11 | 12 | 13 | 14 | 15 | 16 | 17 | 18 | 19 | 20 |
| Многодневная        | 100 | 90 | 80 | 70 | 60 | 55 | 50 | 45 | 40 | 35 | 30 | 25 | 20 | 15 | 10 | 8  | 6  | 4  | 2  | 1  |
| Чемпионат Испании   | 80  | 75 | 70 | 65 | 60 | 55 | 50 | 45 | 40 | 35 | 30 | 25 | 20 | 15 | 10 | 8  | 6  | 4  | 2  | 1  |
| Однодневная         | 50  | 40 | 30 | 20 | 10 | 8  | 6  | 4  | 2  | 1  |    |    |    |    |    |    |    |    |    |    |
| Этап на многодневке | 15  | 10 | 8  | 7  | 6  | 5  | 4  | 3  | 2  | 1  |    |    |    |    |    |    |    |    |    |    |

### Молодёжная классификация
В данном зачёте участвуют гонщики до 23 лет. Подсчёт очков повторяет индивидуальную классификацию.

### Командная классификация
По итогам каждой гонки суммируются места трёх лучших гонщиков каждой команды. Если две и больше команды имеют равные очки, то выше будет классифицироваться команда занявший больше первых мест, затем вторых, третьих, четвёртых и пятых мест. В случае дальнейшего паритета, учитываются результаты последней гонки. Итоговая классификация по убыванию набранных очков в течение сезона.

## Призёры
| Год  | Победитель | Второй | Третий | Молодой гонщик | Лучшая команда |
| ---- | ---------- | ------ | ------ | -------------- | -------------- |
| 2019 |            |        |        |                |                |